# Élections fédérales canadiennes de 2021 en Colombie-Britannique
Les élections fédérales canadiennes de 2021 en Colombie-Britannique, comme dans le reste du Canada, ont lieu le 21 octobre 2021. La province est représentée par 42 députés à la Chambre des communes, soit le même nombre que lors des élections fédérales canadiennes de 2015 en Colombie-Britannique.

## Résultats généraux

### Suffrages
| Parti                    | Parti                              | Voix      | %     | +/-           | Sièges | +/-           |
| ------------------------ | ---------------------------------- | --------- | ----- | ------------- | ------ | ------------- |
|                          | Parti conservateur (PCC)           | 741 043   | 33,22 | 0,88          | 13     | 4             |
|                          | Nouveau Parti démocratique (NPD)   | 650 606   | 29.17 | 4,76          | 13     | 2             |
|                          | Parti libéral (PLC)                | 602 248   | 27,00 | 0,88          | 15     | 4             |
|                          | Parti vert (PVC)                   | 117 951   | 5,29  | 7,11          | 1      | 1             |
|                          | Parti populaire (PPC)              | 109 676   | 4,92  | 3,23          | 0      | en stagnation |
|                          | Indépendants                       | 2 467     | 0,11  | 0,82          | 0      | 1             |
|                          | Parti Maverick (en)                | 1 903     | 0,09  | Nv            | 0      | Nv            |
|                          | Parti communiste                   | 1 331     | 0,06  | 0,01          | 0      | en stagnation |
|                          | Parti de l'héritage chrétien (PHC) | 1 261     | 0,06  | 0,04          | 0      | en stagnation |
|                          | Libertarien                        | 831       | 0,04  | 0,08          | 0      | en stagnation |
|                          | Parti marxiste-léniniste (PCC-ML)  | 685       | 0,03  | 0,02          | 0      | en stagnation |
|                          | Parti rhinocéros (Rhino)           | 259       | 0,01  | en stagnation | 0      | en stagnation |
|                          | Protection des animaux             | 250       | 0,01  | 0,03          | 0      | en stagnation |
|                          | Quatrième Front du Canada          | 53        | 0,00  | 0,01          | 0      | en stagnation |
|                          |                                    |           |       |               |        |               |
| Suffrages exprimés       | Suffrages exprimés                 | 2 230 564 |       |               |        |               |
| Votes blancs ou nuls     |                                    |           |       |               |        |               |
| Total                    | Total                              |           | 100   | -             | 42     | en stagnation |
| Abstention               |                                    |           |       |               |        |               |
| Inscrits / participation | Inscrits / participation           | 3 693 776 |       |               |        |               |

### Élus
| Circonscriptions                                 | Député sortant | Député sortant       | Député gagnant      | Député gagnant      |
| ------------------------------------------------ | -------------- | -------------------- | ------------------- | ------------------- |
| Abbotsford                                       |                | Ed Fast              | Ed Fast             | Ed Fast             |
| Burnaby-Nord—Seymour                             |                | Terry Beech          | Terry Beech         | Terry Beech         |
| Burnaby-Sud                                      |                | Jagmeet Singh        | Jagmeet Singh       | Jagmeet Singh       |
| Cariboo—Prince George                            |                | Todd Doherty         | Todd Doherty        | Todd Doherty        |
| Central Okanagan—Similkameen—Nicola              |                | Dan Albas            | Dan Albas           | Dan Albas           |
| Chilliwack—Hope                                  |                | Mark Strahl          | Mark Strahl         | Mark Strahl         |
| Cloverdale—Langley City                          |                | Tamara Jansen        |                     | John Aldag          |
| Coquitlam—Port Coquitlam                         |                | Ron McKinnon         | Ron McKinnon        | Ron McKinnon        |
| Courtenay—Alberni                                |                | Gord Johns           | Gord Johns          | Gord Johns          |
| Cowichan—Malahat—Langford                        |                | Alistair MacGregor   | Alistair MacGregor  | Alistair MacGregor  |
| Delta                                            |                | Carla Qualtrough     | Carla Qualtrough    | Carla Qualtrough    |
| Esquimalt—Saanich—Sooke                          |                | Randall Garrison     | Randall Garrison    | Randall Garrison    |
| Fleetwood—Port Kells                             |                | Ken Hardie           | Ken Hardie          | Ken Hardie          |
| Kamloops—Thompson—Cariboo                        |                | Cathy McLeod         |                     | Frank Caputo        |
| Kelowna—Lake Country                             |                | Tracy Gray           | Tracy Gray          | Tracy Gray          |
| Kootenay—Columbia                                |                | Rob Morrison         | Rob Morrison        | Rob Morrison        |
| Langley—Aldergrove                               |                | Tako Van Popta       | Tako Van Popta      | Tako Van Popta      |
| Mission—Matsqui—Fraser Canyon                    |                | Brad Vis             | Brad Vis            | Brad Vis            |
| Nanaimo—Ladysmith                                |                | Paul Manly           |                     | Lisa Marie Barron   |
| New Westminster—Burnaby                          |                | Peter Julian         | Peter Julian        | Peter Julian        |
| North Island—Powell River                        |                | Rachel Blaney        | Rachel Blaney       | Rachel Blaney       |
| North Vancouver                                  |                | Jonathan Wilkinson   | Jonathan Wilkinson  | Jonathan Wilkinson  |
| Okanagan-Nord—Shuswap                            |                | Mel Arnold           | Mel Arnold          | Mel Arnold          |
| Okanagan-Sud—Kootenay-Ouest                      |                | Richard Cannings     | Richard Cannings    | Richard Cannings    |
| Pitt Meadows—Maple Ridge                         |                | Marc Dalton          | Marc Dalton         | Marc Dalton         |
| Port Moody—Coquitlam                             |                | Nelly Shin           |                     | Bonita Zarrillo     |
| Prince George—Peace River—Northern Rockies       |                | Bob Zimmer           | Bob Zimmer          | Bob Zimmer          |
| Richmond-Centre                                  |                | Alice Wong           |                     | Wilson Miao         |
| Saanich—Gulf Islands                             |                | Elizabeth May        | Elizabeth May       | Elizabeth May       |
| Skeena—Bulkley Valley                            |                | Taylor Bachrach      | Taylor Bachrach     | Taylor Bachrach     |
| Steveston—Richmond-Est                           |                | Kenny Chiu           |                     | Parm Bains          |
| Surrey-Centre                                    |                | Randeep Singh Sarai  | Randeep Singh Sarai | Randeep Singh Sarai |
| Surrey-Sud—White Rock                            |                | Kerry-Lynne Findlay  | Kerry-Lynne Findlay | Kerry-Lynne Findlay |
| Surrey—Newton                                    |                | Sukh Dhaliwal        | Sukh Dhaliwal       | Sukh Dhaliwal       |
| Vancouver Granville                              |                | Jody Wilson-Raybould |                     | Taleeb Noormohamed  |
| Vancouver Kingsway                               |                | Don Davies           | Don Davies          | Don Davies          |
| Vancouver Quadra                                 |                | Joyce Murray         | Joyce Murray        | Joyce Murray        |
| Vancouver-Centre                                 |                | Hedy Fry             | Hedy Fry            | Hedy Fry            |
| Vancouver-Est                                    |                | Jenny Kwan           | Jenny Kwan          | Jenny Kwan          |
| Vancouver-Sud                                    |                | Harjit Sajjan        | Harjit Sajjan       | Harjit Sajjan       |
| Victoria                                         |                | Laurel Collins       | Laurel Collins      | Laurel Collins      |
| West Vancouver—Sunshine Coast—Sea to Sky Country |                | Patrick Weiler       | Patrick Weiler      | Patrick Weiler      |